# Stahlpark Riedersbach

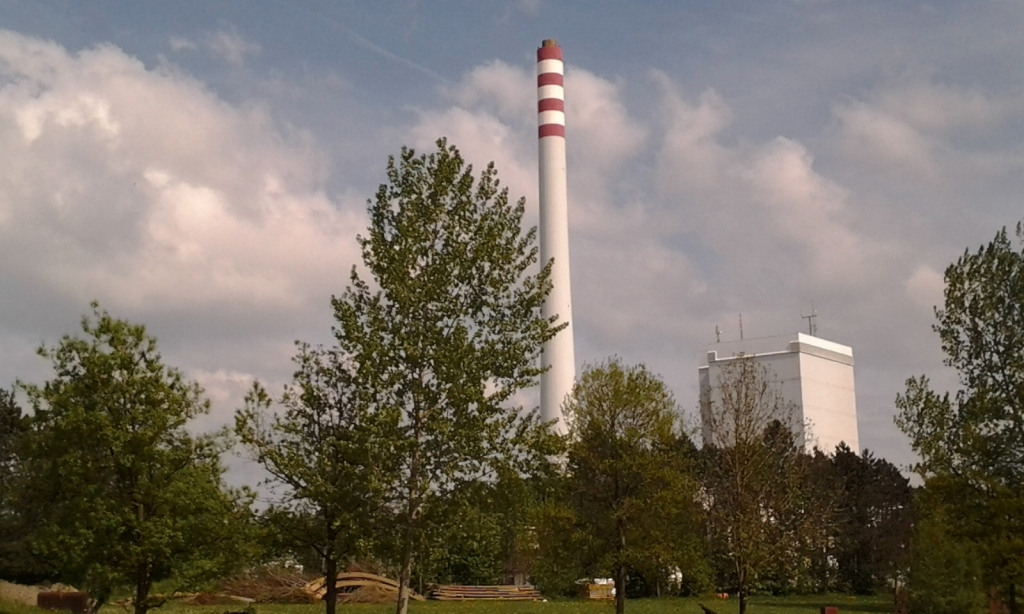
Stahlpark Riedersbach

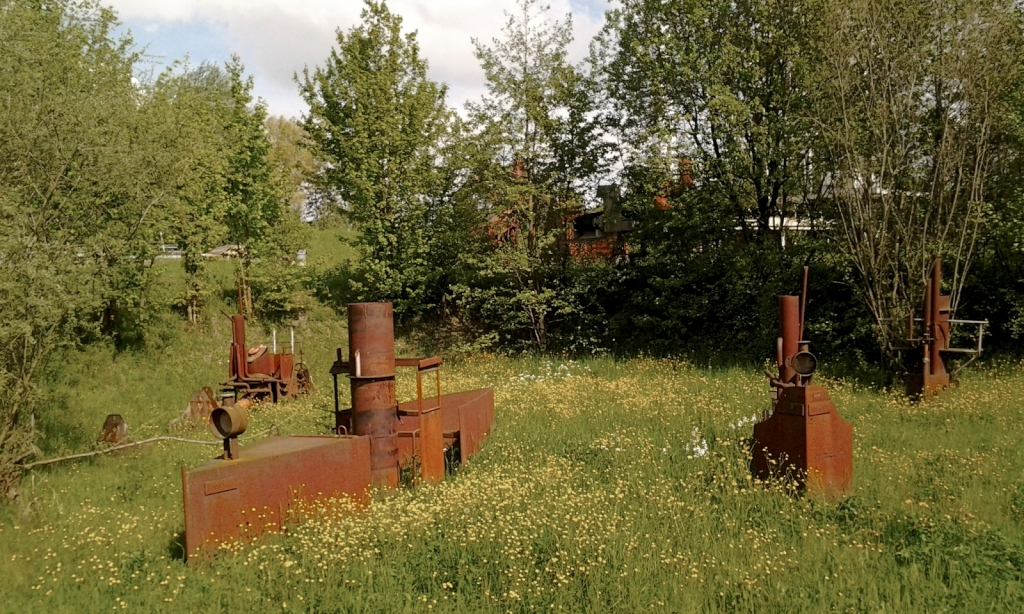
Stahlplastiken

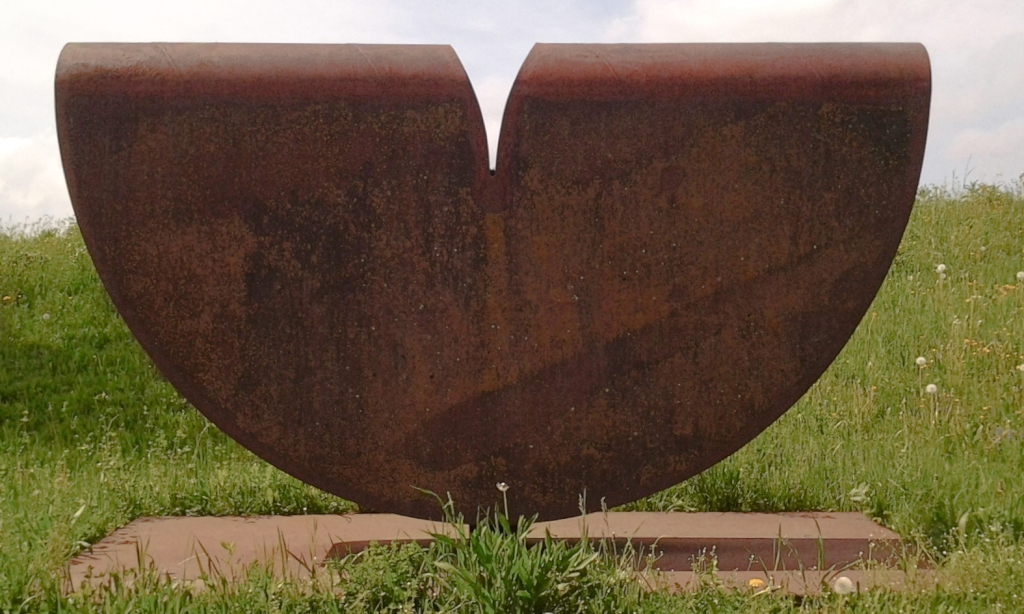

Der Stahlpark Riedersbach war ein Freilichtmuseum für zeitgenössische Stahlplastiken im Bereich des Kraftwerks Riedersbach in der Ortschaft Riedersbach in St. Pantaleon im Bezirk Braunau am Inn in Oberösterreich.

## Geschichte
Auf Initiative des Lehrers und Künstlers Karlheinz Schönswetter (1941–2006) entstand 1988 eine Galerie im Kraftwerk Riedersbach und ab 1989 ein jährliches Bildhauersymposium mit Arbeiten an Stahlplastiken. 1995 wurde mit den Arbeiten der Künstler der Stahlpark begonnen. Das Ausstellungsgelände war bis etwa 2020 frei zugänglich, danach wurden die Plastiken entfernt und das Areal für die Errichtung eines technischen Betriebsbauwerks in Anspruch genommen.

## Anerkennungen
- 1991 Maecenas (Österreich)

## Filme
- 27. Internationales und letztmaliges Stahl-Symposion Riedersbach 2016 YouTube 13:14 min